# Thato Batshegi
Thato Batshegi (* 27. April 1988) ist ein ehemaliger botswanischer Boxer.
Er trat bei den Olympischen Sommerspielen 2008 in Peking an. Im Federgewicht kam er auf Rang 17. Er hatte gegen Nikoloz Izoria aus Georgien verloren. Bereits 2006 war er bei den Commonwealth Games in Melbourne angetreten, wo er im Kampf um die Goldmedaille gegen Nick Okoth aus Kenia unterlag.